# Пальмария (САУ)
«Пальмария» (итал. Palmaria) — итальянская самоходная артиллерийская установка (САУ) класса самоходных гаубиц. 

## История
Создана фирмой OTO Melara на шасси экспортного основного боевого танка OF-40, и как и он, предназначалась только для продажи на экспорт.
Первый прототип «Пальмария» был изготовлен в 1981 году, а серийное производство САУ началось в 1982 году. Всего было произведено 187 САУ этого типа, поставленных в Ливию и Нигерию. 
Помимо этого, 25 башен «Пальмария» закупила Аргентина, установившая их на доработанные шасси танков TAM собственного производства. Такой вариант получил в аргентинской армии обозначение VCA 155. В 2014 году военно-политическое руководство Аргентины приняло решение о капитальном ремонте этих САУ с целью продления срока их эксплуатации, ремонтно-восстановительные работы (с использованием деталей аргентинского производства, выпущенных на предприятии "Empresa ST Automatismo Industrial") выполнял 602-й батальон армии Аргентины. В 2016 году в войска передали первые четыре отремонтированные САУ.

## Описание конструкции

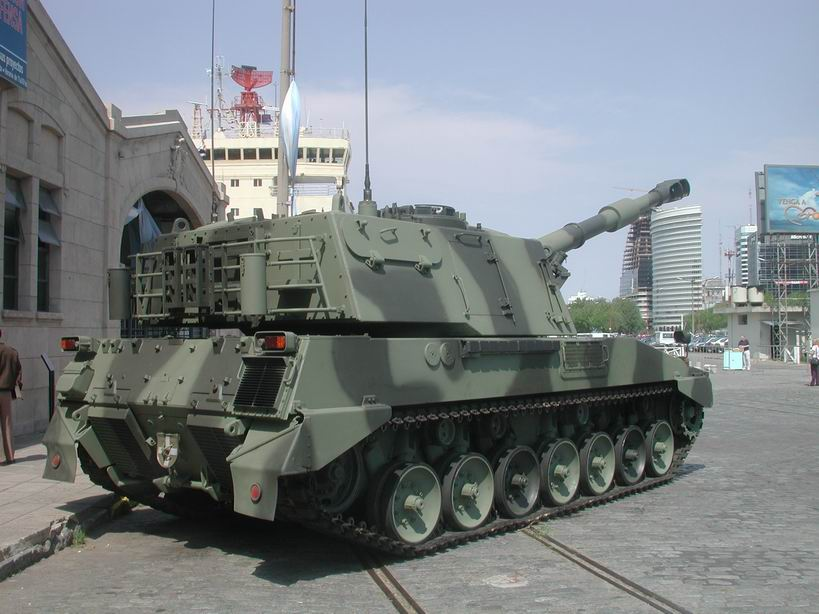
Аргентинская САУ VCA 155 (вид сзади)

Шасси САУ по конструкции и геометрии схоже с шасси танка OF-40, на основе которого создано. моторно-трансмиссионное отделение расположено сзади, боевое и управления — спереди, башня установлена в центре. Машина по заказу может оснащаться системой РХБЗ.
Броневой корпус по геометрии сходен с корпусом танка OF-40. Лобовой лист брони установлен под большим углом наклона, крыша горизонтальная, борта и корма — вертикальные. Крыша башни вертикальная, лоб и борта установлены под углом, близким к вертикали, корма вертикальная.
В походном положении башня разворачивается назад, положение орудия фиксируется специальным замком.
Ходовая часть САУ схожа с ходовой частью танка OF-40 и включает 7 опорных катков, 5 поддерживающих катков, расположенное сзади ведущее колесо и направляющее колесо впереди по каждому борту.

## Модификации
- VCA 155 — башня САУ «Пальмария» на удлинённом шасси аргентинского танка TAM

## Боевое применение

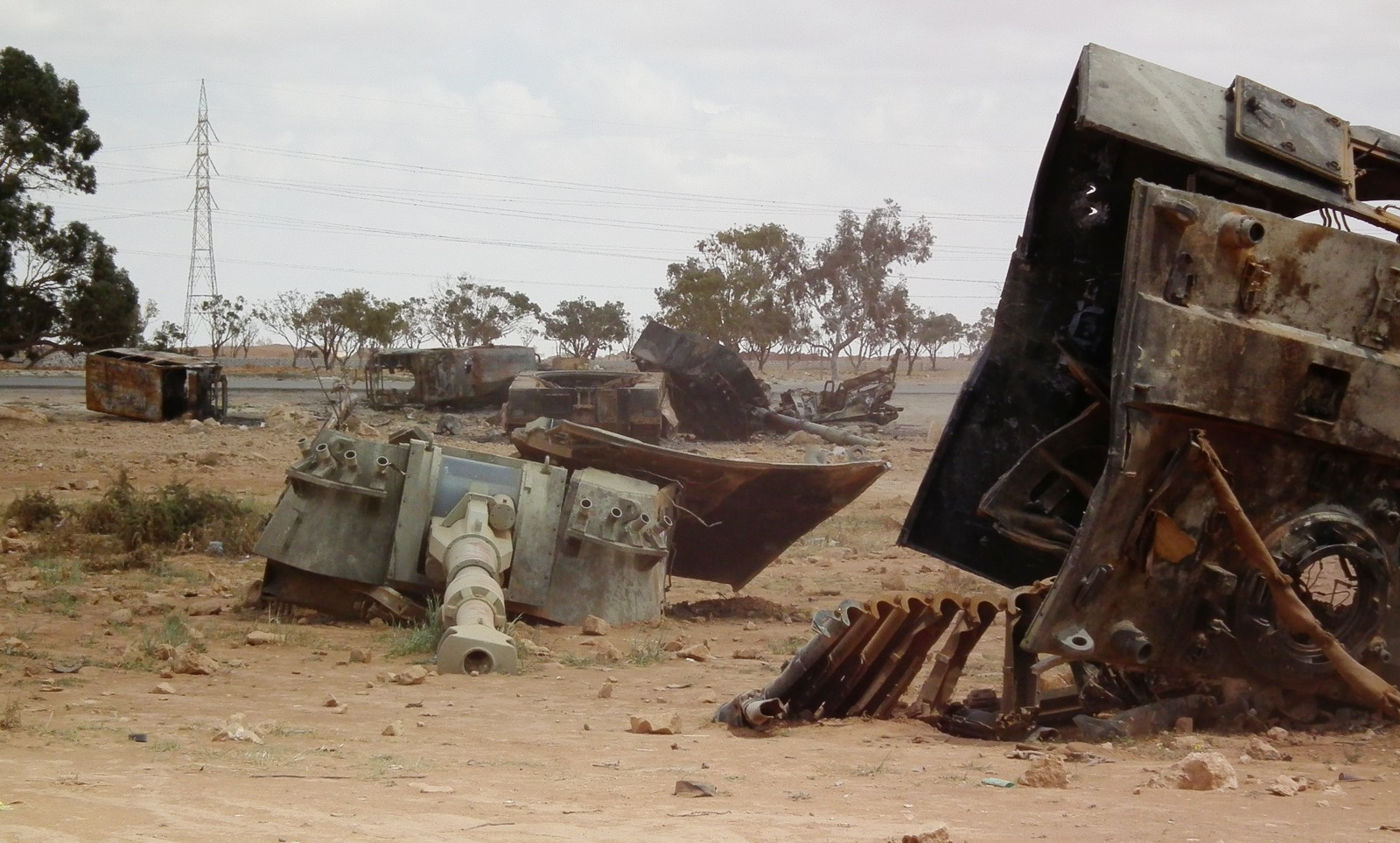
Уничтоженная французскими ВВС в ходе военной интервенции в Ливии гаубица Вооружённых сил Ливии, март 2011

## На вооружении
- Аргентина — 17 VCA 155, по состоянию на 2016 год[4]
- Ливия — 160 «Пальмария», по состоянию на 2007 год[5]
- Нигерия — 39 «Пальмария», по состоянию на 2016 год[6]

## См.также
|                                            | 2С19М2 «Мста-С» | M109A7 | PzH 2000 | AMX AuF1T | AS90 «Braveheart» |
| ------------------------------------------ | --------------- | ------ | -------- | --------- | ----------------- |
| Внешний вид                                |                 |        |          |           |                   |
| Год принятия на вооружение                 | 2012            | 2016   | 1998     | 1988      | 1998              |
| Боевая масса, т                            | 43,24           | 36,2   | 55,0     | 43,0      | 45,0              |
| Экипаж                                     | 5               | 4      | 3+2      | 4         | 5                 |
| Калибр пушки, мм                           | 152             | 155    | 155      | 155       | 155               |
| Длина ствола, калибров                     | 47              | 39     | 52       | 39        | 52                |
| Боекомплект пушки, выстрелов               | 50              | 39     | 60       | 42        | 48                |
| Максимальная дальность стрельбы ОФС, км    | 24,7            | 22     | 30       | 23        | 30                |
| Максимальная дальность стрельбы АР ОФС, км | 29              | 30     | 40       | 28        | 40                |
| Максимальная скорострельность, выстр./мин  | 10              | 6      | 8-10     | 8         | 6                 |
| Мощность двигателя, л. с.                  | 780             | 675    | 986      | 720       | 660               |
| Максимальная скорость, км/ч                | 60              | 61     | 60       | 60        | 53                |
| Запас хода по шоссе, км                    | 600             | 300    | 420      | 450       | 420               |

|                                            | Пальмария | K9 Thunder | SSPH Primus | PLZ-45 | PLZ-05 | Тип 99 |
| ------------------------------------------ | --------- | ---------- | ----------- | ------ | ------ | ------ |
| Внешний вид                                |           |            |             |        |        |        |
| Год принятия на вооружение                 | 1982      | 1998       | 2002        | 1997   | 2007   | 1999   |
| Боевая масса, т                            | 46,0      | 47,0       | 28,3        | 33,0   | 35,0   | 40,0   |
| Экипаж                                     | 5         | 5          | 4           | 5      | 5      | 4      |
| Калибр пушки, мм                           | 155       | 155        | 155         | 155    | 155    | 155    |
| Длина ствола, калибров                     | 41        | 52         | 39          | 45     | 52     | 52     |
| Боекомплект пушки, выстрелов               | 30        | 48         | 26          | 30     | 30     | 30     |
| Максимальная дальность стрельбы ОФС, км    | 24,7      | 30         | 19          | 24     | 39     | 30     |
| Максимальная дальность стрельбы АР ОФС, км | 30        | 40         | 30          | 39     | 52     | 38     |
| Максимальная скорострельность, выстр./мин  | 4         | 6-8        | 6           | 4-5    | 8      | 6      |
| Мощность двигателя, л. с.                  | 750       | 1000       | 550         | 520    | 520    | 600    |
| Максимальная скорость, км/ч                | 60        | 67         | 50          | 55     | 55     | 60     |
| Запас хода по шоссе, км                    | 500       | 480        | 350         | 550    | 550    | 300    |

Сноски
1. ↑  дальность стрельбы снарядом XM982 составляет до 40 км
2. ↑  дальность стрельбы снарядом V-LAP составляет до 56 км